# Nemoscolus cotti
Espèce
Nemoscolus cotti est une espèce d'araignées aranéomorphes de la famille des Araneidae.

## Distribution
Cette espèce se rencontre au Mozambique, en Afrique du Sud et au Zimbabwe.

## Description
Le mâle holotype mesure 3,5 mm.

## Systématique et taxinomie
Cette espèce a été décrite par Lessert en 1933.

## Étymologie
Cette espèce est nommée en l'honneur de Hugh Bamford Cott.

## Publication originale
- Lessert, 1933 : « Araignées d'Angola. Résultats de la Mission scientifique suisse en Angola 1928-1929. » Revue suisse de zoologie, vol. 40, no 4, p. 85-159 (texte intégral).